# توم باغلي
توم باغلي (بالإنجليزية: Tom Bagley)‏ هو مهندس أمريكي، ولد في 3 ديسمبر 1939.

## روابط خارجية
- توم باغلي على موقع DriverDB.com (الإنجليزية)